# گورستان کولون

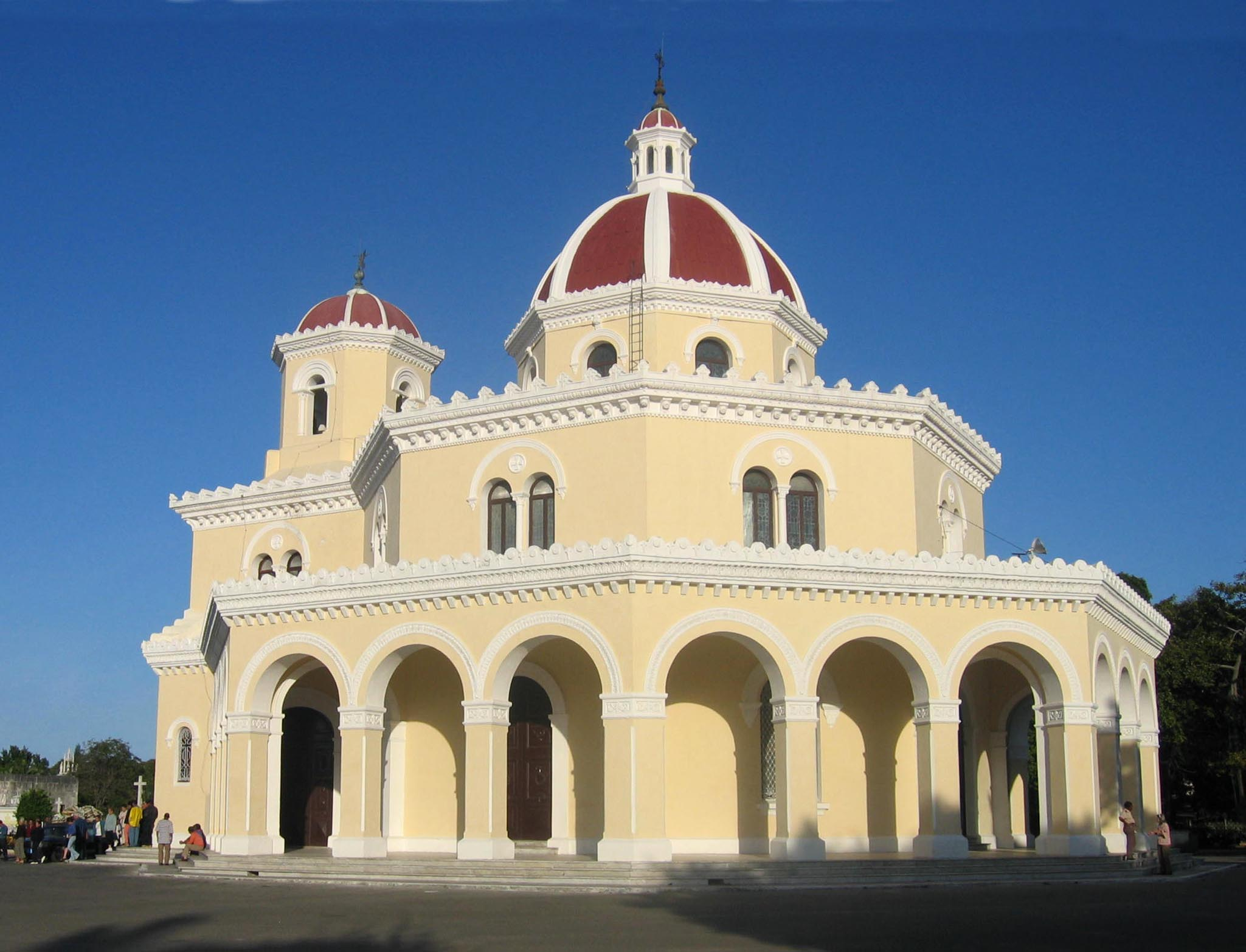
گورستان کولون.

گورستان کولون (به اسپانیایی: Cementerio de Cristóbal Colón) در سال ۱۸۷۶ در محلهٔ ودادوی شهر هاوانا -پایتخت کوبا- و بر روی گورستان اسپادا تأسیس شد. امروزه طبق تخمین‌ها بیش از ۵۰۰ آرامگاه بزرگ، نمازخانه و آرامگاه خانوادگی در این گورستان جای گرفته‌است.